# 清华大学学报
《清华大学学报》创刊于1915年11月，是中国內地的学术期刊，编辑部位于北京市。此刊物由清华大学主办，分三刊發行，分別為：
- 《清華大學學報（自然科学版）》（Journal of Tsinghua University (Science and Technology)），為科學期刊[1][2]
- 《清華大學學報（哲学社会科学版）》（Journal of Tsinghua University (Philosophy and Social Sciences)），為中國研究期刊[3][4]
- 《清華大學學報自然科學報（自然科學版英文版）》（Tsinghua Science and Technology），為科學期刊[5]

《清华大学学报（自然科学版）》在2018年被中华人民共和国国家新闻出版广电总局新闻报刊司评为2017年全国“百强报刊”。

## 刊物沿革
1915年，北京清華學校時任校長周詒春創辦《清華學報》，以作當時校內刊物《清華月刊》（The Tsing Hua Monthly）的延續。《清華學報》專載中國人文學及社會科學論文，首期於1915年11月出刊。1919年，五四運動爆發後，《學報》因編輯部改組未遂，又遇經濟困難，因而在1920年至1923年間停刊。
1924年，《清華學報》（The Tsing Hua Journal）復刊。1928年6月，国民革命军进驻北京，《学报》暂告停刊。随后清华改为国立大学。1929年4月，校长罗家伦向董事会提出改革方案，初拟改《学报》为季刊，後议决聘王文显、赵振声、陈总、吴之椿、陈达、翁文灏、金岳霖、高崇熙、熊庆来、叶企孙、刘崇乐、笪远纶、唐钺、朱希祖、吴正之、冯友兰、陈寅恪、赵元任十八人组成编辑委员会，改为每年1月、5月、11月各出一期，由“文哲学号”（赵振声主编）、“自然科学号”（叶企孙主编）、“社会科学号”（陈达主编）轮流出版。1930年6月，《清华学报》复刊，“自然科学号”獨立刊行為《国立清华大学理科报告》（The Science Reports of National Tsing Hua University），專載理工及科學內容。故1930年至1932年期間曾有《清華學報（文哲學號）》、《清華學報（社會科學號）》及《国立清华大学理科报告》分別出版。1933年起，《清華學報》不再包含理工科内容，亦不再分科出版。《国立清华大学理科报告》則一直出版至1949年。
1947年，專載工程學內容的《國立清華大學工程學報》創刊，至1950年停刊。1949年10月1日，中華人民共和國成立後，奉中央人民政府教育部令，國立清華大學校名去掉「国立」二字。1955年，《清華大學學報》創刊，專載科學內容。1966年，文化大革命爆發，《學報》停刊，至1973年復刊。
1986年，因另出《清華大學學報（哲學社會科學版）》，原有《清華大學學報》改稱《清華大學學報（自然科學版）》至今。
1996年，另出《清華大學學報自然科學報》（Tsinghua Science and Technology），是為《學報》自然科學版的英文版。

## 圖片集
- 1931年12月，《國立清華大學理科報告》第1卷第3號封面